# PBZ Zagreb Indoors 2014
PBZ Zagreb Indoors 2014 — тенісний турнір, що проходив на кортах з твердим покриттям у місті Загреб, Хорватія з 3 лютого. Належав до категорії ATP World Tour 250.

## Фінальна частина

### Одиночний розряд
Марин Чилич —  Томмі Гаас 6–3, 6–4

### Парний розряд
Жан-Жульєн Роєр /  Горія Текеу —  Філіпп Маркс /  Міхал Мертиняк 3–6, 6–4, [10–2]